# John Everett Brady

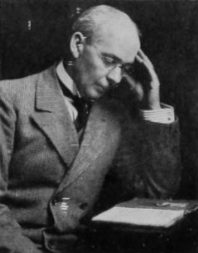

John Everett Brady (* 22. Juli 1860 in Davidson, North Carolina; † 20. Januar 1941 in Franklinton, NC) war ein US-amerikanischer Klassischer Philologe.

## Leben
John Everett Brady wurde als Sohn von Rufus Archibald Brady und Martha Jane Hart Brady in der Gemeinde Davidson in North Carolina geboren. Er studierte an der University of North Carolina und erlangte 1881 den Bachelor-Grad. Anschließend verbrachte er sieben Jahre in Europa, um seine Studien zu vertiefen: Von 1882 bis 1888 studierte er an den Universitäten Leipzig, Göttingen, Paris, Athen und Heidelberg, wo er 1888 den Doktorgrad in den Fächern Sanskrit, Alte Geschichte und Klassische Philologie erlangte. Seine umfangreiche Dissertation trug den Titel Die Lautveränderungen der neugriechischen Volkssprache und Dialekte nach ihrer Entwickelung aus dem Altgriechischen und war bereits 1886 in Göttingen erschienen.
Nach der Promotion in Heidelberg kehrte Brady in die USA zurück und arbeitete als Professor für Latein am Smith College in Northampton (Massachusetts). Als er 1926 in den Ruhestand trat, wurde zu seinen Ehren der John-Everett-Brady-Preis gestiftet, mit dem Studenten für besondere Leistungen bei Stegreifübersetzungen aus dem Lateinischen ausgezeichnet werden.
Neben seiner Dissertation über den historischen Lautwandel des Griechischen ist Brady auch mit Studien zu Curtius Rufus (Göttingen 1887) hervorgetreten sowie mit seinem Buch Women in Roman Literature (Florence/Massachusetts 1894).